# کستالیان اسپرینگز (تنسی)
کستالیان اسپرینگز(به انگلیسی: Castalian Springs) شهری در ایالت تنسی کشور ایالات متحده آمریکا است که جمعیت آن در سرشماری سال ۲۰۱۰ میلادی، ۵۵۶ نفر بوده‌است.